# 第二次スプリングフィールドの戦い
第二次スプリングフィールドの戦い（だいにじスプリングフィールドのたたかい、英: Second Battle of Springfield）は、南北戦争の1863年1月8日、ミズーリ州スプリングフィールドで起きた戦闘である。戦闘は都心部でおこった。南北戦争での市街戦は珍しいことだった。なおスプリングフィールド市では1861年10月にも戦闘が起きていた（第一次スプリングフィールドの戦い）。さらにその前の8月10日にはミシシッピ川流域戦線初期としては最大の戦いになったウィルソンズ・クリークの戦いが起きていた。

## 前哨戦
1862年12月31日、南軍ジョン・マーマデューク准将の指揮する騎兵3部隊が、アーカンソー州ポカホンタスとルイスバーグを出発し、別々の道路を駆けて北のミズーリ州と北軍の供給線に向かった。マーマデュークの直接の目標は、ローラとスプリングフィールドの間にある北軍フロンティア軍の輜重隊と供給線の破壊だった。これに成功すれば、フロンティア軍の部隊をアーカンソー州から追い出し、マーマデュークの師団を追いかけさせることになるはずだった。
マーマデュークの主力部隊はミズーリ州フォーサイスを抜けて北に進み、そこでスカウトからスプリングフィールドにある北軍の主要補給所の防御が弱いことを知った。マーマデュークは南軍のために道を切り開くべく、ミズーリ州オザークに進軍した。オザークに駐屯する北軍守備隊が退却し、南軍はその放棄された砦を焼いた。エメット・マクドナルド大佐の指揮する第2部隊が、ミズーリ州アバの南西約10マイル (16 km)、ビーバークリーク沿いにあるローレンスミルの北軍砦（ローレンス砦）を破壊した。 ジョセフ・C・ポーター大佐が指揮する第3部隊への分遣隊が、ハートビルではなくスプリングフィールドでマーマデュークの本体に合流するよう指示を送った。全てが計画通り進めば、3つの部隊はスプリングフィールドで合流し、市内で防御の軽い軍需物資の倉庫を占領できるはずだった。

## 準備
1863年1月7日午後遅く、オザーク守備隊の北軍がスプリングフィールドに到着し、そこの指揮官エグバート・ブラウン准将に、4,000名から6,000名と推計される南軍騎兵隊がスプリングフィールドに向かっていると伝えた。ブラウンは1,343名のベテラン兵士しか持っていなかったので、2つの選択肢を考えた。スプリングフィールドにあるフロンティア軍の冬季物資全てを破壊して撤退するか、町を守るかだった。グラント将軍は1862年12月23日にホリースプリングスに駐屯していた北軍指揮官と部隊に対する問責決議を発行していた。ホリースプリングスでの補給庫は不名誉な降伏をしていた。ブラウンは間違いなくこの問責決議を思い出し、スプリングフィールド防衛の方に傾く強い理由があった。
ブラウンの部下たちもスプリングフィールド防衛を支持した。第4軍事地区指揮官のコリー・B・ホランド将軍は即座に周辺の町に伝令を送り、ミズーリ民兵隊の登録者はスプリングフィールドに急行するよう伝えさせた。ブラウンはまた5万食の食料をスプリングフィールドから第1砦に移すよう命令し、敗れた場合に武器庫を燃やす用意をした。一方サミュエル・メルチャー博士の提案により、バイロン・カー大尉が大砲3門を荷車に載せた。
翌朝、北軍は兵士にも市民にも武器と弾薬を渡した。スプリングフィールドは守りが軽かったが、1つだけ有利な点があった。それはほとんど完成している4つの土盛り砦と防柵を施した建物1つに囲まれていることだった。この5か所とも高台にあった。

## 戦闘
1863年1月8日の朝が明けると、マーマデュークの指揮する南軍のうち2部隊が南からスプリングフィールドに接近した。ポーターとマクドナルドの部隊はまだ到着していなかったので、マーマデュークは早朝の時間帯にスプリングフィールドから約5マイル (8 km) でミズーリ民兵隊の登録者の幾らかを捕獲し、食料を調達した。マクドナルド隊が午前10時に現れ、南軍はスプリングフィールドから5マイル (8 km) で馬を降り、北軍の前線に接するまで前進しその勢力を探った。南軍が北軍ミズーリ州兵騎兵2個連隊を2マイル (3 km) 北で押し込んだ後、スプリングフィールド郊外で燃える家の煙が見えるようになった。第4砦（サウス・アベニューのエルム通りからチェリー通りまでの東側にあった）内の大砲の視界が遮られないように、ブラウンは土壇場になってからサウス・アベニュー沿いの家10軒を燃やすよう命令した。
ジョセフ・オービル・シェルビー大佐が戦術操作の指揮を執っており、北軍の中央と西翼にバラバラに攻撃を駆けさせた。南軍は第4砦に対して開けた土地を前進し、木の切り株、岩の山、さらには北軍が焼いた家の黒こげになった残骸を待避所にしていた。砦への攻撃が繰り返されたが、うまく行かなかった。
シェルビーはその後、西からの斜めの攻撃で町を取ろうということにした。南軍は谷の陰に隠れて引き、現在グランド・アベニューとグラント通りの交差点になっている所から町に繋がる丘に向かった。この谷の頭に、2階建ての学校が柵に囲まれて建っていた。北軍が刑務所に使っており、現在のキャンベル・アベニューとステート通りの交差点の北西角近くにあった。北軍はこの防御柵内に守備兵を配置出来ていなかったので、南軍は容易にこの建物を占領でき、その要塞として使って、第4砦へ反撃した。しかし、北軍がこの建物を奪い返そうとしたので、防御柵周辺に間もなく激しい戦いが起こった。南軍はこの地点で数的優位にあり、攻撃を抑えた。攻撃のこの段階が最も損失を多く出しており、白兵戦となり、南軍が大砲を捕獲したのもこの段階だった。西翼の北軍もオールドワイア道路とステート通りに沿った最初の場所から、カレッジ通りまで押し戻されていた。しかし、北軍の援軍が南軍の進軍を止め、南軍をステート通り近くまで押し返しまでした。
日が沈む時刻になって、マーマデュークは第4砦に対する最後の攻撃を掛けさせた。北軍が再度この攻撃を押し返した。夜になり、南軍はオザーク道路をフェルプス農場（現在のフェルプスグローブ公園）まで後退した。スプリングフィールドの戦いが終わり、北軍の補給所が救われた。

## 戦闘の後
北軍は2,099名が戦闘に参加した中で、19名が戦死あるいは不明となり、146名が負傷して、合計165名の損失となった（7.9%）。その2か月後に戦死者は30名となり、不明者が6名、負傷者は195名となった。南軍は約1,870名が参戦し、少なくとも45名が戦死または不明となり、105名が負傷して、合計150名の損失となった（8.0%）。マーマデュークは南軍の数字は不完全であることを認めた。著作家のフレデリック・ゴーマンは幾つかの当時の報告書を使って、70ないし80名が戦死、12名が捕虜、200名が負傷と割り出した。
ポーターの部隊が到着しなかったことが、マーマデュークのスプリングフィールドで成功するチャンスに影響した。それから4日以内に南軍はアーカンソー州に撤退した。スプリングフィールドは北軍西部方面軍にとって重要な補給所かつ医療センターであり続けた。
スプリングフィールド市中心街の戦闘が起こった重要な場所12か所に、近年解説標識が置かれた。ウォーキングツアーで順次訪れられることが意図されている。最初の標識はパーク・セントラル・スクエアにあり、当初はウォーター通りにあった者が移された。
南軍の戦死者の中にミズーリ州カンザスシティ設立者ジョン・C・マッコイの息子スペンサー・マッコイがいた。父のマッコイは、カンザスシティの北軍墓地に埋葬させるために、息子の遺体引き取りのためにスプリングフィールドに来ることを認められた。